# Cuore di Napoli
Cuore di Napoli è una raccolta di Mario Merola del 1990.

## Tracce
1. Zappatore
2. Lacrime napulitane
3. 'E figlie
4. Mammà
5. Malufiglio
6. O treno do sole
7. Canzona 'mbriaca
8. Facitela sunna
9. Chiamate Napoli 081
10. Passione eterna
11. O mare e Mergellina
12. Surriento de nnamurate